# گربراند باکر (پزشک)
نباید با گربراند باکر (رمان‌نویس) اشتباه گرفته شود.
گربراند باکر (به انگلیسی: Gerbrand Bakker) زاده ۱ نوامبر ۱۷۷۱ شهر انک‌هایزن و متوفی ۱۵ ژوئن ۱۸۲۸ خرونینگن، پزشک برجسته هلندی و استاد دانشگاه خرونینگن بود. او ابتدا پزشکی را نزد دکتر ام.اس. دو پوی، در آلکمار آموخت. وی در سال ۱۷۸۸در دانشگاه خرونینگن ثبت نام کرد و دو سال بعد به دانشگاه لیدن منتقل شد و در مه ۱۷۹۴دکترای خود را درآنجا دریافت کرد. مربیان او دو پوی، ساندیفورت، پارادیس و ولتلن مشهور بودند.
او در ۴ ژانویه ۱۸۰۰ در انک‌هایزن با یاکوبا یوهانا پول ازدواج کرد. او ابتدا در شهر ایدام تمرین کرد و در سال ۱۸۰۶ در مدرسه جراحی تیلر در شهر هارلم به عنوان جراح انتخاب شد. در سال ۱۸۱۱، تحت فرمان فرانسوی‌ها، او به سمت استادی در خرونینگن منصوب شد. او در بیماری همه‌گیر شدیدی که در سال ۱۸۲۶شهر خرونینگن را مبتلا کرد، فعال بود. وجه تمایز باکر، بیشتر به دلیل مهارت و دانش زیادش در اول مامایی و سپس در جراحی عملی بود. در مورد اول چندین اثر به زبان هلندی و لاتین منتشر کرد. درمیان نوشته‌های هلندی او، رساله‌ای در مورد مغناطیس حیوانی و دیگری در مورد کرم‌ها، که در آن نظرات پروفسور رودولفی از برلین را مورد مناقشه قرار داد، وجود دارد. مهارت سوم وی، روی چشم انسان بود.
باکر نیز به آناتومی مقایسه‌ای و به ویژه آناتومی مغز علاقه داشت. مشهورترین آثار او به زبان لاتین عبارتند از:
1. Descriptio Iconis Pelvis Feminae (۱۸۱۶)
2. Osteographia Piscium (۱۸۲۲)
3. Epidemium quae anno (۱۸۲۶)
4. urbem Groningam afflixit (۱۸۲۶)
5. De Natura Hominis Liber elementarius (۱۸۲۷)

آخرین اثر، که قرار بود بدنه کاملی از آناتومی را تشکیل دهد، با مرگ نویسنده ناتمام ماند. باکر در سال ۱۸۱۲ خبرنگار مؤسسه سلطنتی، آکادمی سلطنتی هنر و علوم هلند شد.